# Adetus insularis
Adetus insularis es una especie de escarabajo del género Adetus, familia Cerambycidae. Fue descrita científicamente por Breuning en 1940.
Habita en Panamá y Tobago. Los machos y las hembras miden aproximadamente 7,5 mm. El período de vuelo de esta especie ocurre en el mes de julio.